# 조인성 (일진회)
조인성(? ~ ?)은 대한제국 말기에 일진회 조사국위원장으로 활동했던 인물이다.

## 생애
신상에 대한 정보는 남아있지 않다. 1908년 12월부터 1909년 7월까지 일진회 내부조사국 위원을 역임했으며, 1910년 2월 일진회 본부 회계원에 선임되었다. 같은 달 일진회 내에서 생할방침에 대한 연구회를 조직하자 위원을 맡기도 했다. 대한제국 말기에 일진회가 한일 병합 조약 체결을 재촉하는 합방청원운동을 주도하던 당시에는 일진회 평의원으로 참여했고, 1910년 7월 평의원으로서 일진회 간부들과 함께 신임 부통감으로 부임하는 야마카타를 영접하였다.
1910년 9월 한일 병합이 성사되고 일진회가 해산될 때 잔무정리위원을 맡았으며, 해산금으로 400원을 수령했다. 1913년 5월에는 일진회 회장인 송병준이 일진회의 공동 재산을 개인적으로 국민농업회사에 투자하자 분배를 요구하며 김연상등과 함께 결사대를 조직하여 분규를 일으켰다. 1934년 흑룡회가 도쿄의 메이지 신궁 옆에 세운 일한합방기념탑 석실에 합방 공로자 중 한 사람으로서 봉납되기도 했다.

## 사후
- 2006년 친일반민족행위진상규명위원회가 조사 발표한 친일반민족행위 106인 명단과 2008년 발표된 민족문제연구소의 친일인명사전 수록예정자 명단 친일단체 부문에 모두 포함되었다.

## 같이 보기
- 일진회

## 참고 문헌
- 친일반민족행위진상규명위원회 (2006년 12월). 〈조인성〉 (PDF). 《2006년도 조사보고서 II - 친일반민족행위결정이유서》. 서울. 780~785쪽쪽. 발간등록번호 11-1560010-0000002-10. 2007년 10월 8일에 원본 문서 (PDF)에서 보존된 문서. 2007년 8월 16일에 확인함.